# پرخونی
پُر خونی یا  هیپرمی (به انگلیسی: Hyperaemia) به معنی افزایش جریان خون بافتی است. این موضوع می‌تواند ناشی از بیماری باشد (مثلاً اریتم پوستی در بیماری لایم ناشی از افزایش جریان خون برخی نواحی پوست) یا یک واکنش طبیعی بدن باشد مانند گشادشدن رگ‌ها در هنگام تحریک سمپاتیکی و عصبانی شدن.
پرخونی واکنشی یک نوع کنترل موضعی متابولیک و از نوع کوتاه مدت است، پرخونی متابولیک و اتساع عروق بافتی معمولاً در پاسخ به کاهش اکسیژن و گلوکز بافتی و افزایش اسیدوز بافتی روی می‌دهد مثلاً هیپرمی عضلات هنگام ورزش.